# Milan Kadlec
Milan Kadlec (Uherské Hradiště, 13 d'octubre de 1974) és un ciclista txec. Fou professional del 1996 al 2014. Combinà la pista amb la carretera. Dels seus triomfs destaca el Giro d'Oro i la Volta al llac Taihu.

## Palmarès en pista
- 2007
  -  Campió de Txèquia en Puntuació
- 2008
  -  Campió de Txèquia en Persecució
- 2014
  -  Campió de Txèquia en Puntuació
  -  Campió de Txèquia en Madison (amb Alois Kaňkovský)

## Palmarès en ruta
- 1998
  - Vencedor d'una etapa a la Volta a Bohèmia
- 1999
  - 1r al Giro de la Vall d'Aosta
  - 1r al Giro d'Oro
  - 1r al Gran Premi Capodarco
  - 1r al Trofeu Sportivi di Briga
  - Vencedor d'una etapa a la Volta a Bohèmia
- 2000
  - Vencedor d'una etapa a la Volta a Bohèmia
- 2001
  - 1r al Critèrium dels Abruzzos
  - Vencedor d'una etapa a la Volta a Bohèmia
- 2002
  - 1r a la Volta a Bohèmia
- 2012
  -  Campió de Txèquia en ruta
  - 1r a la Volta al llac Taihu i vencedor d'una etapa
  - Vencedor d'una etapa al Memorial Józef Grundmann
  - Vencedor d'una etapa al Tour de l'Iran
  - Vencedor d'una etapa al Tour de Fuzhou
- 2014
  - Vencedor d'una etapa al Tour de l'Iran

### Resultats a la Volta a Espanya
- 2002. Abandona

### Resultats al Giro d'Itàlia
- 2000. 100è de la classificació general.
- 2002. 64è de la classificació general.